# 광란의 사랑
《광란의 사랑》(영어: Wild at Heart)은 1990년 개봉된 미국의 로맨틱 범죄 코미디 드라마 영화이다. 데이비드 린치가 감독과 각본을 맡았으며, 배리 기퍼드의 동명 소설이 원작이다. 니컬러스 케이지, 로라 던, 다이앤 래드, 윌럼 더포, 크리스핀 글러버, 이사벨라 로셀리니, 해리 딘 스탠턴 등이 출연하였다.
1990년 제43회 칸 영화제 황금종려상 수상작이며, 다이앤 래드가 1991년 제63회 아카데미상과 제48회 골든 글로브상 여우조연상 후보에 올랐다.
《오즈의 마법사》(1939)와 엘비스 프레슬리가 영화 내에서 주된 은유로 기능한다.

## 줄거리
세일러는 연인 룰라의 어머니 메리에타가 자신을 죽이려고 고용한 남자가 칼을 들고 덤비자 그를 죽이고 감옥에 간다.
세일러가 출소하자 룰라가 마중나가고, 둘은 세일러의 가석방 조건을 깨고 캘리포니아로 도망갈 생각을 한다. 메리에타는 남자친구인 사립 탐정 조니에게 둘을 자기 앞에 데려와달라고 부탁하는 한편 조니 몰래 깡패 마셀로를 고용하여 세일러 암살을 주문하는데...

## 출연
- 니컬러스 케이지 - "세일러" 리플리 역
- 로라 던 - 룰라 페이스 포춘 역
- 다이앤 래드 - 메리에타 포춘 역
- 윌럼 더포 - 보비 퍼루 역
- 해리 딘 스탠턴 - 조니 패러것 역
- 이사벨라 로셀리니 - 퍼디타 듀랭고 역
- 캘빈 록하트 - 레지 역
- J. E. 프리먼 - 마셀로 샌토스 역
- 크리스핀 글러버 - 델 역
- 그레이스 저브리스키 - 후아나 듀랭고 역
- 마빈 캐플런 - 푸치 삼촌 역
- 데이비드 패트릭 켈리 - "드롭섀도" 역
- 잭 낸스 - "00 스풀" 역
- 프루잇 테일러 빈스 - 버디 역
- 셰릴린 펜 - 교통사고를 당한 여성 역
- 프랜시스 베이 - 마담 역
- 프랭크 콜리슨 - 티미 톰프슨 역
- 셰릴 리 - 글린다 역
- 앨버트 포프웰 - 잰지바 바텐더 역

## 기타 제작진
- 배역: 조해나 레이
- 미술: 퍼트리샤 노리스
- 의상: 에이미 스토프스키
- 음향: 랜디 톰